# ماری-لوئیز میور
ماری-لوئیز مِـیّور (فرانسوی: Marie-Louise Meilleur‎؛‏ تلفظ در فرانسوی: [maʁi lwiz febʁɔni mɛjœʁ]؛ ‏ ۲۹ اوت ۱۸۸۰ – ۱۶ آوریل ۱۹۹۸) با نام خانوادگی دوشیزگی شاسه، زن ابرصدساله اهل کانادا بود. او مسن‌ترین کانادایی است که سن طولانی و دقیقش تا به حال تأیید شده است و پس از مرگ ژان لوئیز کالمان رکورددار طول عمر جهان و تا مدتی مسن‌ترین فرد زنده شناخته شده جهان بود.

## اوایل زندگی
ماری-لوئیز فبرونی شاسه در ۲۹ اوت ۱۸۸۰ در شهر کاموراسکا واقع در استان کبک کانادا زاده شد. پدر او پی‌یر شارل پیتر شاسه و مادرش ماری-کاترین فبرونی لیوِیک نام داشتند.
او در سال ۱۹۰۰ در سن ۲۰ سالگی با همسر اول خود، اتین لوکلر ازدواج کرد. لوکلر یک  ناوبر و رهیاب بود و در ۲۴ فوریه ۱۹۱۱ بر اثر سینه‌پهلو و در سن ۳۹ سالگی درگذشت. این زوج با هم، شش فرزند به دنیا آوردند که چهار تایشان تا بزرگسالی زنده ماندند.
دوازده ماه پس از ازدواجش هر دو والدین او درگذشتند: پدرش در ۲۵ ژوئن ۱۹۱۱، در سن ۶۱ سالگی و مادرش در ۲۳ فوریه ۱۹۱۲ در سن ۵۹ سالگی.

### نقل مکان به انتاریو
ماری-لوئیز در سال ۱۹۱۳، دو فرزند از چهار فرزند بازمانده خود را نزد خانواده یا دوستانش گذاشت و به حاشیهٔ استان انتاریو نقل مکان کرد تا به خواهرش که فرزندانش به دیفتری مبتلا بودند کمک کند. او در ۲۵ اکتبر ۱۹۱۵ با شوهر دومش اکتور مِـیّور که الوارفروش بود، ازدواج کرد. آنها با هم صاحب شش فرزند شدند.

## بازگشت به کاموراسکا و زندگی بعدی
ماری-لوئیز تا سال ۱۹۳۹ به استان کبک بازنگشت و پس از آن بود که دوباره درکاموراسکا ساکن شد. شوهر دوم او اکتور مِـیّور در سال ۱۹۷۲ در سن ۹۳ سالگی بر اثر دیابت درگذشت.
ماری-لوئیز از آن زمان مدتی را با یکی از دختران خود زندگی کرد؛ اما هنگامی که نیازمند رسیدگی و مراقبت‌های بیشتر شد، به خانه سالمندانی در کوربیل در انتاریو نقل مکان کرد. از دوازده فرزندی که او به دنیا آورد، تنها چهار فرزند زنده ماندند. او دارای ۸۵ نوه، ۸۰ نتیجه، ۵۷ نبیره و ۴ ندیده بود.
ماری-لوئیز زمانی که سعی کرد برای پسر ۸۱ ساله خود همسری پیدا کند، خبرساز شد. روزنامه‌نگار آمریکایی آن لندرز به همین سبب او او را «مادر برگزیدهٔ سال» نامید.
ماری-لوئیز در ۱۰۲ سالگی در سال ۱۹۸۲، پس از ابتلا به سرماخوردگی، سیگار را ترک کرد. در سال ۱۹۸۶، هنگامی که از راز زندگی و عمر طولانی‌اش پرسیدند، او ادعا کرد که این کار با آسانی به‌دست نمی‌آید. ماری-لوئیز یک گیاهخوار بود. او در ۴ اوت ۱۹۹۷ پس از مرگ ژان لوئیز کالمان زن فرانسوی ۱۲۲ ساله، مسن‌ترین فرد زنده جهان شد. در تولد ۱۱۷ سالگی، او ضعیف تر از آنی بود که بتواند صحبت کند و تنها در صورتی می‌توانست بشنود که کسی مستقیماً در گوش راست او فریاد بزند.

## مرگ
ماری-لوئیز مِـیّور در ۱۶ آوریل ۱۹۹۸ میلادی بر اثر ترومبوز و آمبولی ریه و در سن ۱۱۷ سالگی در کوربیل درگذشت. یکی از پسرانش در همان خانه سالمندان ساکن بود و بزرگ‌ترین دخترش، گابریل وان، نود ساله بود. این دخترش در سال ۲۰۰۴ در سن ۹۶ سالگی درگذشت. ماری-لوئیز در کنار همسر دومش در رپید-ده-ژوآکئم، کبک که محل زندگی قبلی خودش هم بود، به خاک سپرده شد.
پس از درگششت او، ابرصدسالهٔ آمریکایی سارا کناوس (۱۸۸۰–۱۹۹۹) مسن‌ترین فرد زنده جهان اعلام شد.